# GPR17
GPR17, Uracil nukleotidni/cisteinil leukotrienski receptor, je protein koji je kod čoveka kodiran GPR17 genom.

## Literatura
1. ↑  Raport CJ, Schweickart VL, Chantry D, Eddy RL Jr, Shows TB, Godiska R, Gray PW (1996). „New members of the chemokine receptor gene family”. J Leukoc Biol. 59 (1): 18—23. PMID 8558062.
2. ↑  „Entrez Gene: GPR17 G protein-coupled receptor 17”.

## Dodatna literatura
- Macrez-Leprêtre N; Kalkbrenner F; Morel JL;  . (1997). „G protein heterotrimer Galpha13beta1gamma3 couples the angiotensin AT1A receptor to increases in cytoplasmic Ca2+ in rat portal vein myocytes.”. J. Biol. Chem. 272 (15): 10095—102. PMID 9092554. doi:10.1074/jbc.272.15.10095.
- Bläsius R, Weber RG, Lichter P, Ogilvie A (1998). „A novel orphan G protein-coupled receptor primarily expressed in the brain is localized on human chromosomal band 2q21.”. J. Neurochem. 70 (4): 1357—65. PMID 9523551. doi:10.1046/j.1471-4159.1998.70041357.x.
- Strausberg RL; Feingold EA; Grouse LH;  . (2003). „Generation and initial analysis of more than 15,000 full-length human and mouse cDNA sequences.”. Proc. Natl. Acad. Sci. U.S.A. 99 (26): 16899—903. PMC 139241 . PMID 12477932. doi:10.1073/pnas.242603899.
- Gerhard DS; Wagner L; Feingold EA;  . (2004). „The status, quality, and expansion of the NIH full-length cDNA project: the Mammalian Gene Collection (MGC).”. Genome Res. 14 (10B): 2121—7. PMC 528928 . PMID 15489334. doi:10.1101/gr.2596504.
- Rual JF; Venkatesan K; Hao T;  . (2005). „Towards a proteome-scale map of the human protein-protein interaction network.”. Nature. 437 (7062): 1173—8. PMID 16189514. doi:10.1038/nature04209.
- Ciana P; Fumagalli M; Trincavelli ML;  . (2006). „The orphan receptor GPR17 identified as a new dual uracil nucleotides/cysteinyl-leukotrienes receptor.”. EMBO J. 25 (19): 4615—27. PMC 1589991 . PMID 16990797. doi:10.1038/sj.emboj.7601341.